# Templo de Rosalila

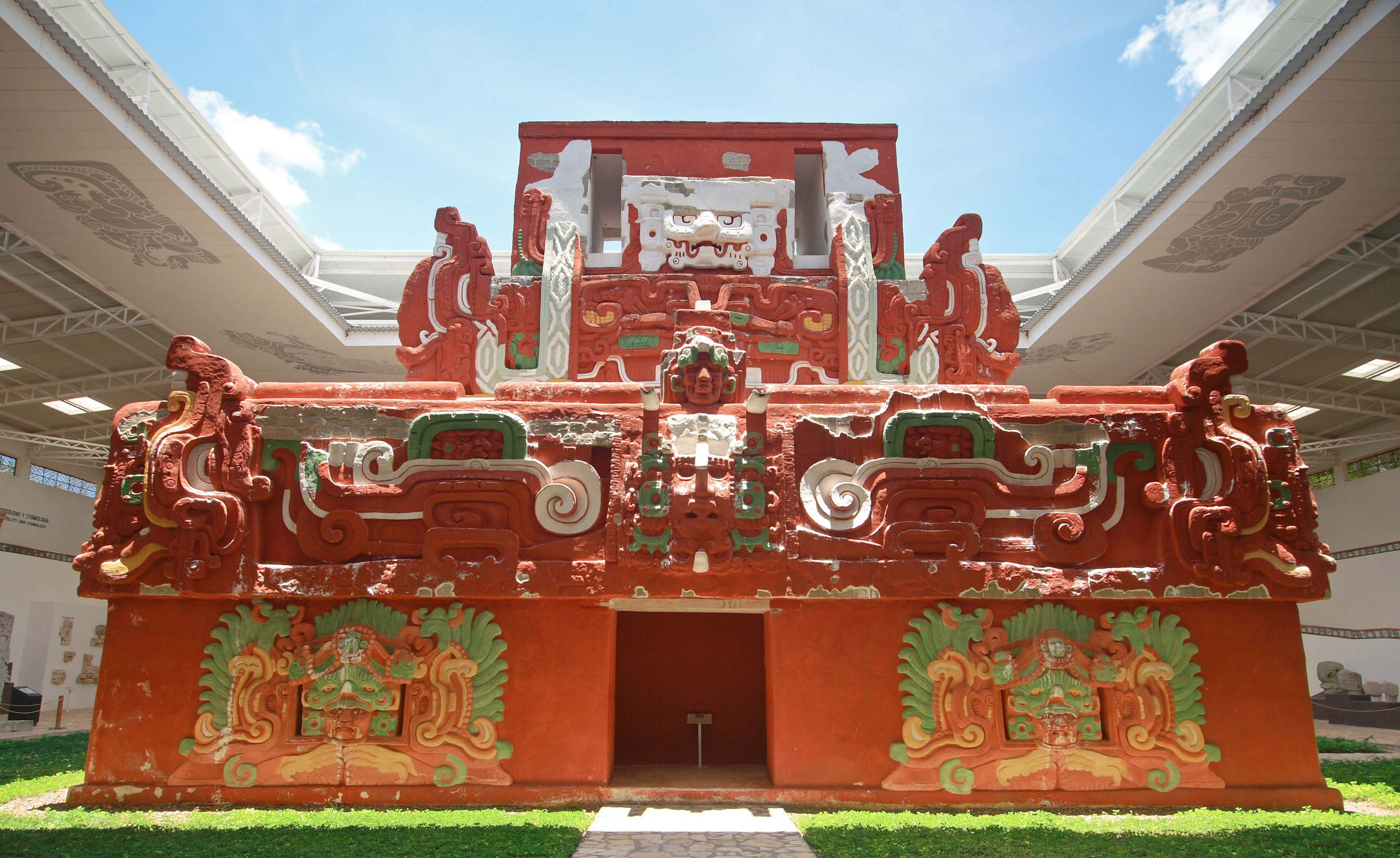
Reproducción del aspecto original del Templo de Rosalila en el Museo de Copán (Honduras).

El templo de Rosalila es un templo de la civilización maya, construido en el año 571 d. C. Se encuentra debajo de la pirámide 16 del complejo arqueológico maya de Copán, en Honduras. Es considerado el templo maya mejor conservado en Honduras y uno de los mejores conservados a nivel mundial debido a que aun posee parte de su estuco original. 

## Historia

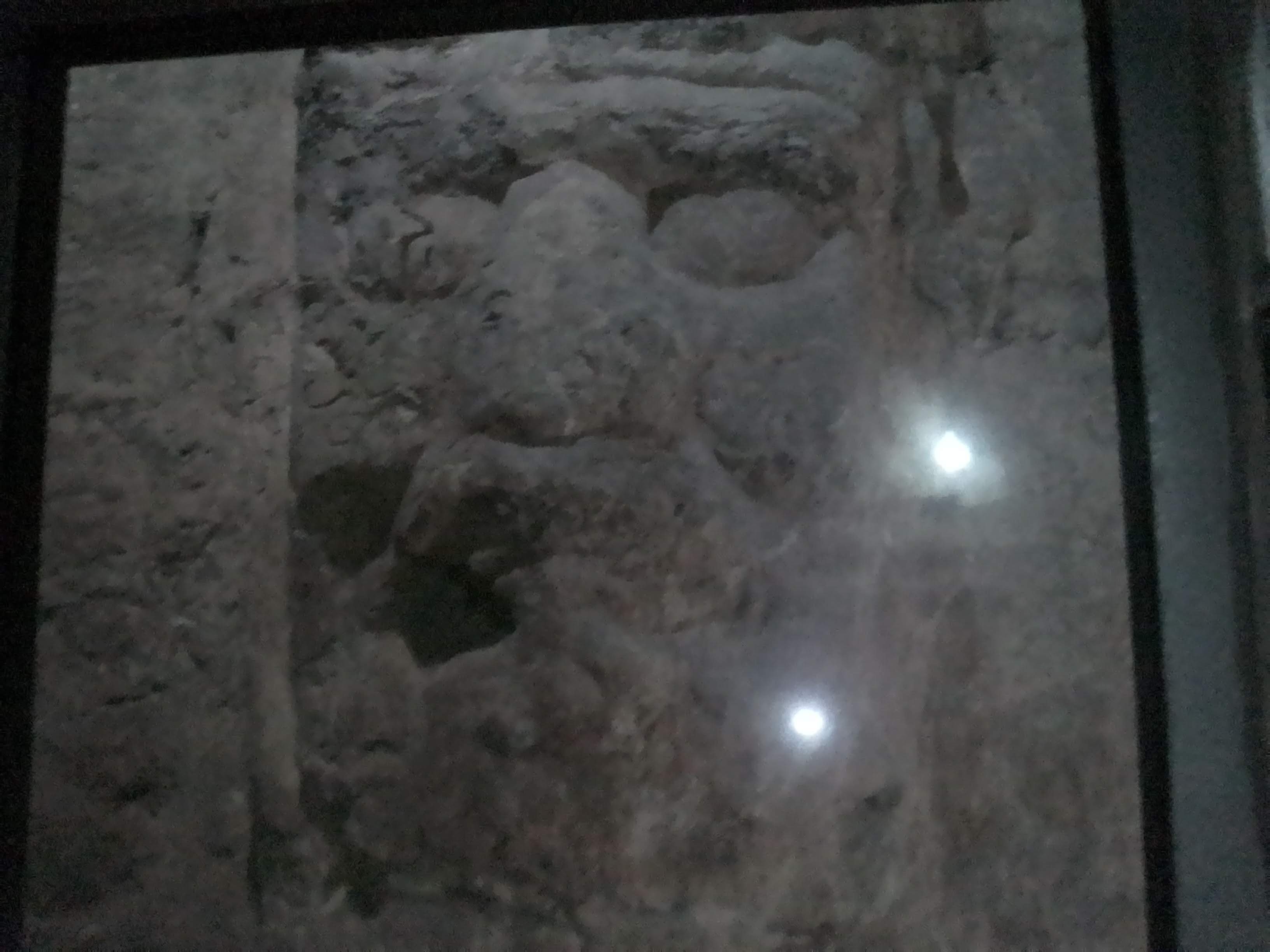
Mascarón del templo original bajo tierra.

El templo se utilizaba para diversas ceremonias, entre ellas el culto al rey de Copán, K'inich Yax K'uk' Mo', que se identificaba con el Sol y fue construido por el décimo gobernante de la dinastía maya Luna Jaguar.
Fue descubierto por el arqueólogo hondureño Ricardo Agurcia Fasquelle, el 23 de junio del año 1989. Fue construido durante el periodo clásico y después enterrado, para la construcción de otra pirámide encima de él, lo que ha permitido que se conserve intacto, con todos sus frisos de estuco policromado. Para admirarlo hay que acceder a él utilizando la red de túneles. Se le dio por nombre “Rosalila” debido a su color a la vez siguiendo un sistema de nomenclaturas establecido en el Proyecto Tikal. 
A Rosalila no lo destruyeron los antiguos mayas, como a otros edificios que han encontrado los arqueólogos ya que denota que fue enterrado con mucho esmero y con mucha delicadeza. Sus cuartos, molduras y nichos se rellenaron con mucho cuidado con lodo y piedras, mientras que sus paneles trabajados en estuco los cubrieron con una capa gruesa de mortero blanco. Este mortero protege aun las numerosas capas de pintura original de Rosalila.

## Arquitectura
- Superficie o Base: 18,5 por 12 metros
- Altura: 14 metros
- Consta de tres pisos o niveles.
- En la decoración exterior destaca el Vucub Caquix (pájaro celestial).
- Dibujos policromados en su fachada
- Pintura verde, roja, blanca, y amarilla

## Conservación
Su estado de conservación es excelente, ya que al estar aún enterrado se mantiene su estructura completa, lo que contribuyó al hallazgo en su interior de gran cantidad de ofrendas: excéntricos de obsidiana, conchas marinas, un cuenco de jade, espinas de manta raya, uñas de jaguar, vértebras de tiburón y cuchillos de pedernal.
En el Museo de la escultura de Copán se exhibe una reproducción completa de tamaño natural del templo.